# Бруствер

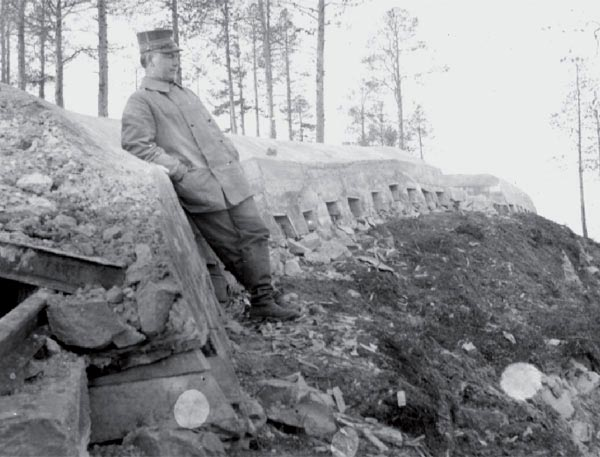
Бетонний бруствер

Бру́ствер (нім. Brustwehr, від Brust — «груди» і Wehr — «захист») — бетонна, мурована або дерев'яна фортифікація з бійницями, призначенням котрої є підвищення захисту вояків під час бойових дій. Якщо потрібно, зазвичай споруджують нашвидкуруч з чорнозему, глини — будь-якого місцевого ґрунту.
Існують також:
- бруствер молу — стіна на краю молу для захисту від ударів хвиль. Інколи використовується як задня стінка спорудженого тут складського приміщення.
- бруствер корабля — захисна огорожа, яка влаштовується біля основи щогли.